# Христоф Хайнрих фон Щайн
Христоф Хайнрих фон Щайн (на немски: Christoph Heinrich von Stein; * 1665; † 16 ноември 1731 във Виена) е граф на Щайн в Насау.
Той е вторият син на фрайхер Йохан Фридрих фон Щайн и съпругата му София Елизабет фон Шайберг. По-големият му брат е Йохан Фридрих фон Щайн (* 16 февруари 1660; † 21 април 1726). Потомък е на Кристоф Хайнрих фон Щайн († сл. 1620), синът на Хайнрих фон Щайн († 9 януари 1603). Господарите фон Щайн са имперски съдии.
Христоф Хайнрих фон Щайн умира на 16 ноември 1731 г. във Виена.

## Фамилия
Христоф Хайнрих фон Щайн се жени за Мария фон Хоенварт († 1712). Те имат един син.
Христоф Хайнрих фон Щайн се жени втори път 1713 г. за графиня София Амалия фон Вид (* 20 ноември 1690; † 25 ноември 1761), дъщеря на граф Георг Херман Райнхард фон Вид (1640 – 1690) и втората му съпруга графиня Йохана Елизабет фон Лайнинген-Вестербург (1659 – 1708). Те нямат деца.